# Ífitos
Ífitos (latinsky Iphitus) byl v řecké mytologii synem oichalského krále Euryta.
Byl přítelem Héraklovým, když velký hrdina přišel na námluvy za jeho sestrou Iolou, která byla svou krásou a zejména krásnými rusými vlasy proslulá široko daleko. Nápadník ale musel splnit těžkou podmínku: vyhrát v lukostřelbě s Ioliným otcem, nejlepším řeckým lukostřelcem. Héraklés krále porazil, ale ten odmítl slib splnit a navíc Hérakla potupně s urážkami ze země vyhnal.
Právě v tu dobu byla ukradena královská stáda a král poslal Ífita za Héraklem, kterého nařkl z krádeže. Ífitos podezření nevěřil, chtěl dokázat Héraklovu nevinu a vypravil se za ním. Dostal se na jeho hrad Tíryns, byl přátelsky přijat, ale když se Héraklés dozvěděl o podezření, popadl ho šílený vztek a nevinného Ífita, který chtěl očistit jeho jméno, shodil z hradní věže a zabil ho. Za tuto vraždu musel Héraklés do otroctví ke královně Omfalé, kde pobyl jeden nebo tři roky.
Posléze se zjistilo, že zlodějem stáda byl Autolykos, lstivý syn boha Herma. Tak sám zloděj, svalil vinu na nevinného.
Héraklés se později vrátil do Oichalie, srovnal ji se zemí, Euryta zabil a Iolu si odvedl a provdal ji za svého syna Hylla.